# Rattus hoogerwerfi
Rattus hoogerwerfi és una espècie de mamífer rosegador de la família dels múrids que viu a l'oest de Sumatra (Indonèsia) a altituds d'entre 2.500 i 3.000 msnm.